# Норблен де ла Гурден, Жан Пьер
Жан-Пьер Норбле́н де ла Гурде́н (фр. Jean-Pierre Norblin de la Gourdaine, Жан Пьер Норблен, Ян Пётр Норблин, 15 июля 1740, департамент Сена и Марна, по другим сведениям 1 июля 1745, Шампань — 23 февраля 1830, Париж) — польский художник французского происхождения; живописец, график и гравёр, один из создателей польской живописи бытового жанра; отец художника Себастьена Луи Гийома Норблена (1796—1884), виолончелиста Луи Пьера Мартена Норблена (1781—1854), польского скульптора, литейщика и предпринимателя Александра Жана (Яна) Норблена (1777—1828).

## Биография
Его первые известные работы датируются 1763 годом. Находился под влиянием произведений Рембрандта и Ватто. В 1769 году обучался в мастерской Ф. Казановы в Дрездене. Затем в Королевской академии искусств и скульптуры. С 1771 работал в Париже, Лондоне, Дрездене. Познакомился с князем А. К. Чарторыйским, был приглашён обучать рисованию его детей (1772) и в 1774 году приехал в Польшу.
В Польше сделался королевским придворным живописцем и основал в Варшаве художественную школу, существовавшую с 1774 года по 1804 год. В этой школе под его руководством образовался живописец и рисовальщик А. О. Орловский, работавший в Санкт-Петербурге в 1820—1830-х годах. Учениками Норблена были также Я. Рустем, М. Плоньский и другие польские художники.
Король Станислав Август поручил ему написать картину «Зборовская битва при Владиславе IV». Для князя Радзивилла Норблен написал в его дворце плафон, изображающий колесницу Авроры, влекомую семью конями.
В 1804 году Норблен возвратился на родину, во Францию.

## Творчество
Автор многочисленных жанровых сцен, портретов польских аристократов, полотен с историческими сюжетами, сцен в духе Ватто. Создал серию иллюстраций к поэме И. Красицкого «Мышеида». Был свидетелем событий в Варшаве во время восстания (бунта) Костюшко и запечатлел их в рисунках и полотнах. В особенности он известен своими аквафортными гравюрами, в числе 94-х листов, явившимися в свет уже после его смерти.

## Галерея

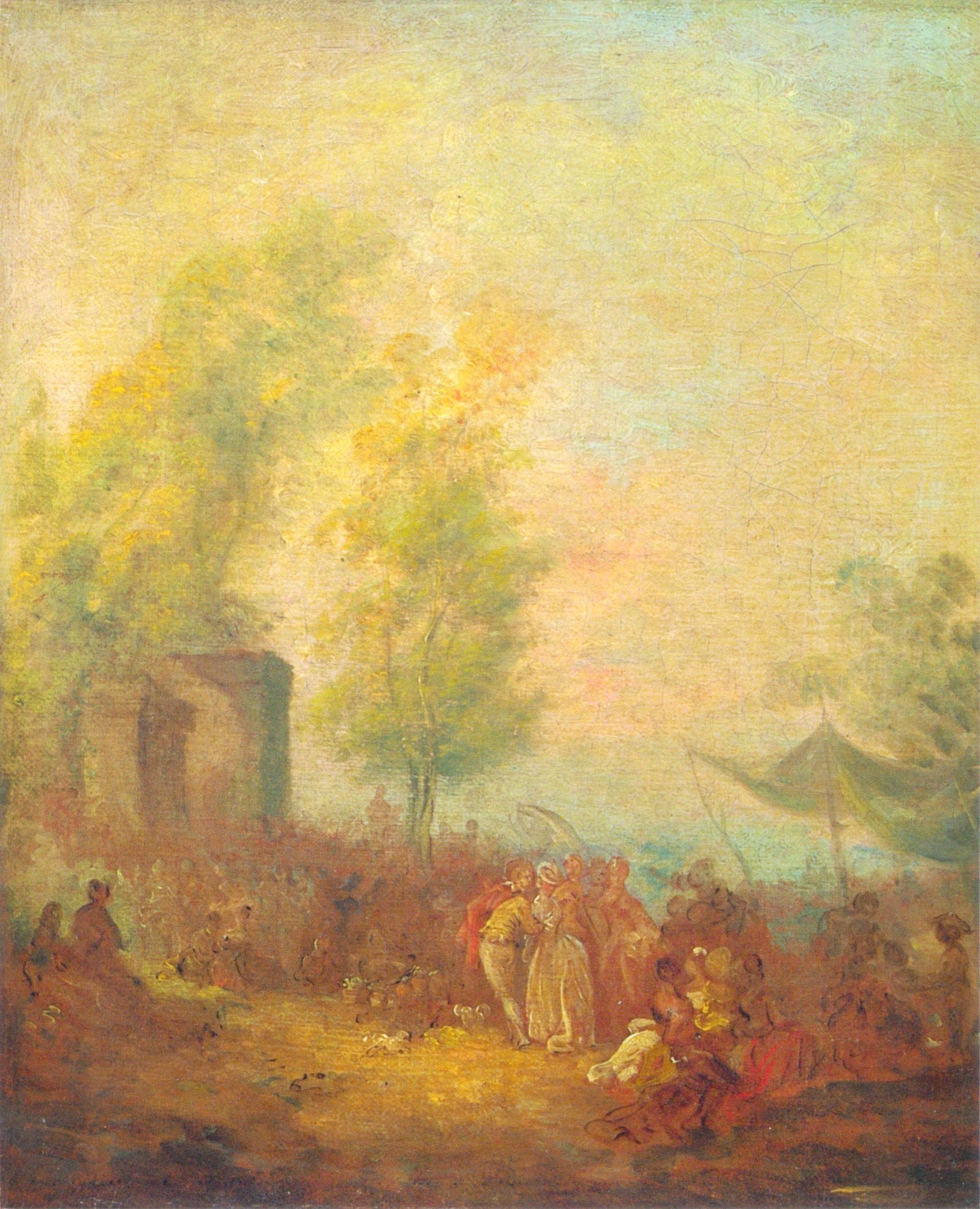
«Галантный праздник»
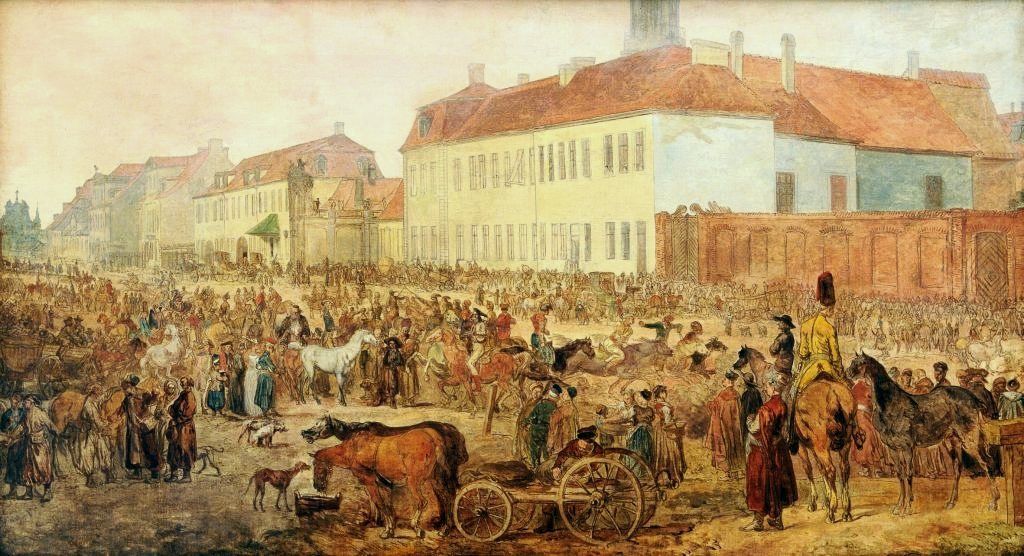
«Рынок на Праге»
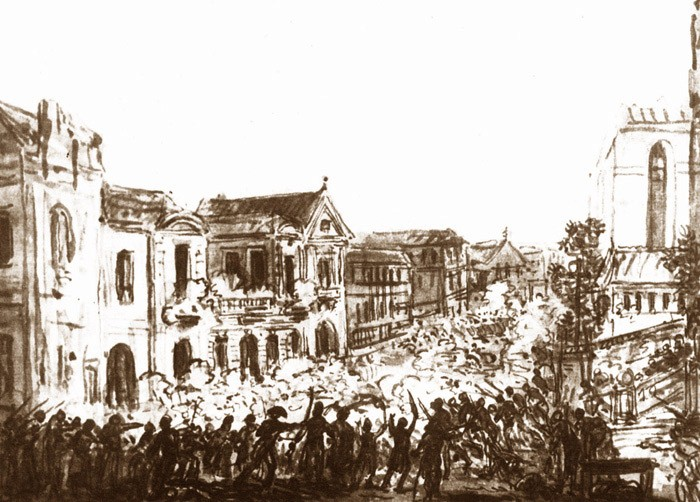
«Штурм российского посольства»
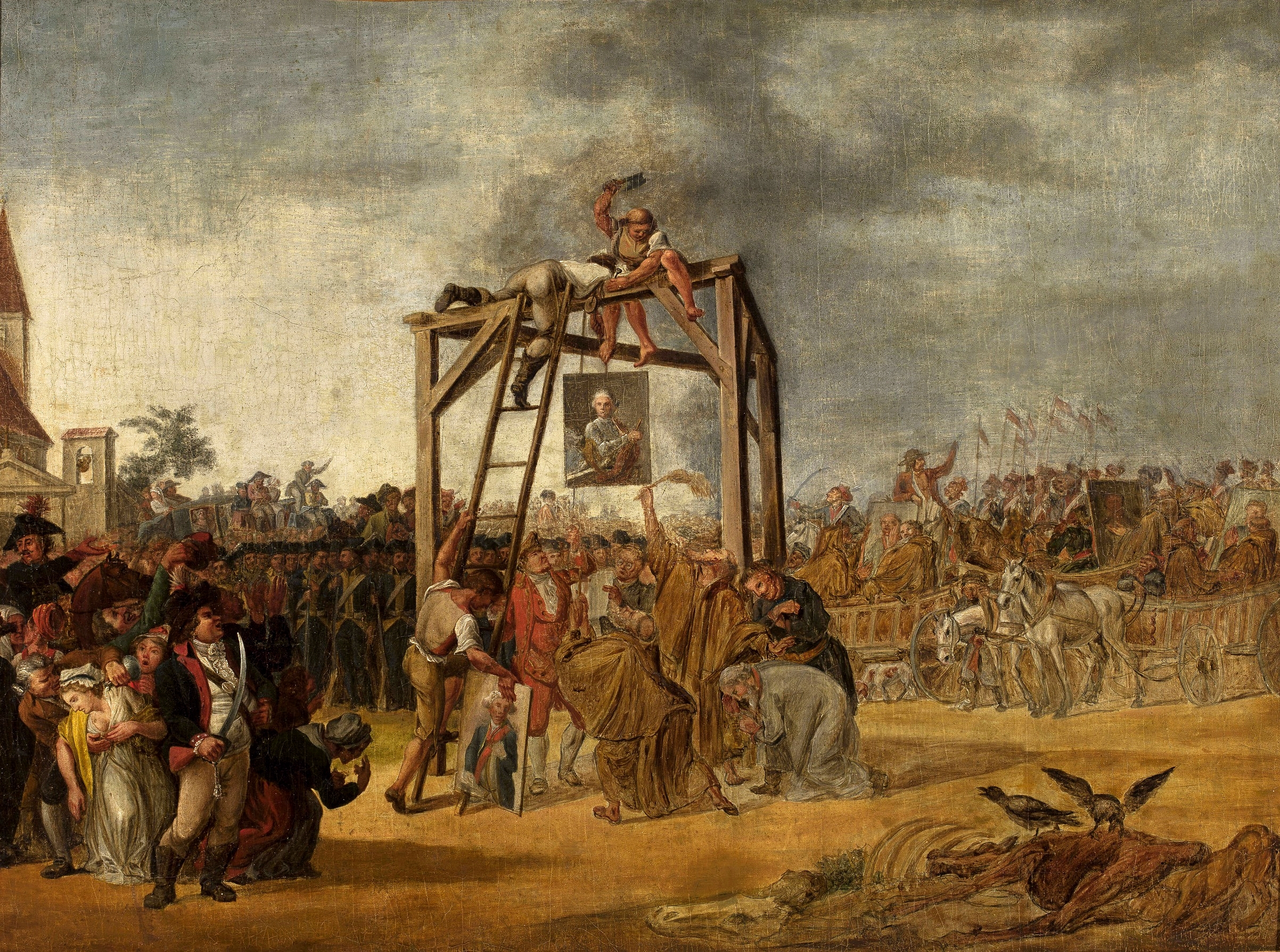
«Казнь предателей»
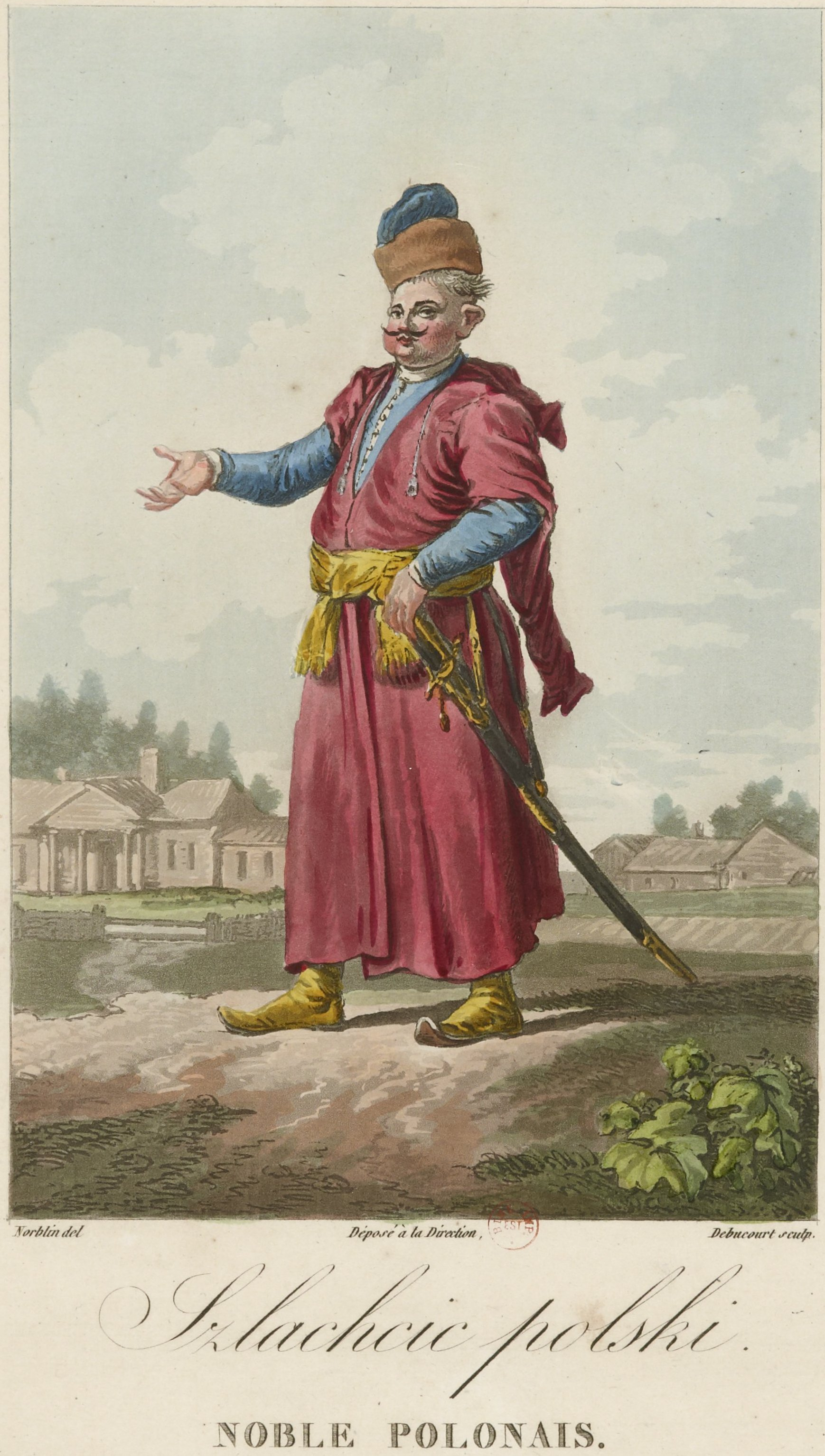
«Польский шляхтич»